# سرتنغ (أبو الفارس)
سرتنغ (بالفارسية: سرتنگ) هي منطقة سكنية تقع في إيران في قسم أبو الفارس الريفي. يقدر عدد سكانها بـ 19 نسمة بحسب إحصاء 2016.